# Magnopholcomma globulus
Espèce
Magnopholcomma globulus est une espèce d'araignées aranéomorphes de la famille des Theridiidae.

## Distribution
Cette espèce est endémique du Queensland en Australie. Elle se rencontre dans le parc national de Lamington.

## Description
Le mâle holotype mesure 3,8 mm.

## Systématique et taxinomie
Cette espèce a été décrite par Wunderlich en 2008.

## Publication originale
- Wunderlich, 2008 : « On extant and fossil (Eocene) European comb-footed spiders (Araneae: Theridiidae), with notes on their subfamilies, and with descriptions of new taxa. » Beiträge zur Araneologie, vol. 5, p. 140-469.